# Rally 2000 Virajes
El Rally 2000 Virajes, también conocido como Rally 2000 Viratges o Rally de los 2000 Virajes, es una prueba de rally que se disputa anualmente en Bages desde 1959 generalmente en el mes de noviembre y organizada por el Biela Club Manresa. Tiene el centro neurálgico en Manresa y Artés  es puntuable para el Campeonato de Cataluña de rallye . Llegó a ser puntuable para el Campeonato de España de Rally desde 1966 hasta principios de los años 1980. En sus primeras ediciones tuvo un formato distinto a los rallyes actuales ya que en el mismo competían tanto automóviles como motocicletas, con clasificaciones diferentes para cada categoría.

## Historia
La primera edición se celebró el 31 de mayo de 1959 como una prueba de regularidad era puntuable para el campeonato de Cataluña de Regularidad Motociclista. En la misma podían participar scooters, motocicletas, sidecares y automóviles cada uno en su respectiva categoría. Se realizaron dos salidas conjuntas, en Barcelona y Manresa, y tras reunirse en Sabadell continuaban por Matadepera, Navarcles, Manresa, Suria, Balsareny, Gironella, Prats de Llusanés, Borredá, Berga, Espuñola, Cardona y Manresa, realizando un total de 255 km. A mayores los participantes tuvieron que realizar varias pruebas de regularidad en tramos desconocidos y pruebas de habilidad de frenaje. Los ganadores fueron Víctor Sagi en la categoría de automóviles y Antonio Agramunt en la categoría de motos. La segunda edición se realizó el domingo 22 de mayo de 1960 con un recorrido de 234 kilómetros con salida y llegada en Manresa. Al final de la prueba se disputaron de pruebas de aceleración y frenaje en el paseo del río. Se admitían de nuevo motocicletas de más de 100 centímetros cúbicos, scooters, sidecares y automóviles divididos estos en turismos de serie y gran turismo. Los vencedores en esta ocasión fueron Ignacio Baixeras en automóviles y Ramón Calmet en motocicletas.
En 1966 la prueba entró por primera vez en el calendario del Campeonato de España de Rally, con fecha el 12 de octubre. Contaba con un itinerario de 575 kilómetros a completar durante un plazo de doce horas intercalando formato de regularidad y pruebas de velocidad comenzando a medianoche y completando dicho recorrido a mediodía. Tras esto se realizaron pruebas complementarias que incluyeron subidas en cuesta y un eslalon final en la ciudad de Manresa. Jaime Sansó fue el ganador en la categoría de autos y Pere Marsiñach en motos.
Entre 1985 y 1989 la prueba fue puntuable para la Copa de España de Rally y partir de ahí solamente para el campeonato de Cataluña.
En 2003 Josep María Membrado logró a bordo de un Renault Clio S1600 la primera de las diez victorias que conseguiría en la prueba, la última en 2016 y cinco de ellas además de manera consecutiva. Dos las lograría con un Renault Mégane Maxi, cinco con un Mitsubishi Lancer Evo X y las dos últimas con un Ford Fiesta R5. Entre tanto Albert Orriols sumaría también su primer triunfo particular en 2013 con un Porsche 911 GT3, repetiría triunfo en tres ocasiones más: 2017, 2021 y 2022. La última con un Škoda Fabia R5.

## Palmarés
| Año  | Edición                        | Automóviles          | Automóviles      | Automóviles          | Motocicletas     | Motocicletas     | Series |
| Año  | Edición                        | Piloto               | Copiloto         | Automóvil            | Piloto           | Moto             |        |
| ---- | ------------------------------ | -------------------- | ---------------- | -------------------- | ---------------- | ---------------- | ------ |
| 1959 | 1.º Rallye de los 2000 Virajes | Víctor Sagi          |                  | Jaguar MkI           | Antonio Agramunt | Derbi 98         |        |
| 1960 | 2.º Rallye de los 2000 Virajes | Ignacio Baixeras     |                  | Seat 600             | Ramón Calmet     | Montesa Brío 125 |        |
| 1961 | 3.º Rallye de los 2000 Virajes | José Galofré         |                  | Alfa Romeo Giulietta | J. Fainé         | Bultaco          |        |
| 1962 | 4.º Rallye de los 2000 Virajes | José María Vidal     |                  | Seat 600             | Josep Esteve     | Montesa          |        |
| 1963 | 5.º Rallye de los 2000 Virajes | Antonio Torrebadella |                  | Dauphine Gordini     | Oriol Regás      | Montesa          |        |
| 1964 | 6.º Rallye de los 2000 Virajes | Jaime Sansó          | Carlo Antonietti | Morris Cooper S      | Bandera de ?     |                  |        |
| 1965 | 7.º Rallye de los 2000 Virajes | Paco Torredemer      | Pedro Guañabens  | SEAT Abarth          | Pere             | OSSA             |        |
| 1966 | 8.º Rallye de los 2000 Virajes | Jaime Sansó          | Marta Antonietti | BMC Cooper S         | Pere Millet      | OSSA             | España |
| 1967 | 9.º Rallye de los 2000 Virajes | Jorge de Bagration   | Alberto Ruiz     | Lancia Fulvia HF     | Pere Marsiñach   | OSSA             | España |

| Año    | Edición                         | Piloto                 | Copiloto                  | Automóvil                | Series |
| ------ | ------------------------------- | ---------------------- | ------------------------- | ------------------------ | ------ |
| 1968   | 10.º Rallye de los 2000 Virajes | José Manuel Lencina    | José Luis Madrazo         | Mini Cooper 1300         | España |
| 1969   | 11.º Rally de los 2000 Virajes  | José María Palomo      | José Adell                | Porsche 911 R            | España |
| 1970   | 12.º Rally 2000 Virajes         | Eladio Doncel          | Juan García de la Rasilla | Porsche 911 S            | España |
| 1971   | 13.º Rally 2000 Virajes         | Jean Egreteaud         | Jean Boissonnet           | Porsche 911 S            | España |
| 1972   | 14.º Rallye 2000 Virajes        | Antonio Zanini         | Eduardo Adam              | SEAT 1430                | España |
| 1973   | 15.º Rallye 2000 Virajes        | Salvador Serviá        | Montserrat Imbers         | SEAT 1430-1600           | España |
| 1974   | 16.º Rally 2000 Virajes         | Antonio Zanini         | Eduardo Adam              | SEAT 1430-1800           | España |
| 1975   | 17.º Rally 2000 Virajes         | Marc Etchebers         | Ignacio Lewin             | Porsche Carrera          | España |
| 1976   | 18.º Rally 2000 Virajes         | Marc Etchebers         | M.C. Etchebers            | Porsche Carrera          | España |
| 1977   | 19.º Rally 2000 Virajes         | Antonio Zanini         | Juan José Petisco         | SEAT 124-1800            | España |
| 1978   | 20.º Rally 2000 Virajes         | Pío Alonso             | Pol Varela                | Ford Escort RS 1800      | España |
| 1979   | 21.º Rally 2000 Virajes         | Marc Etchebers         | M. C. Etchebers           | Porsche Carrera RSR      | España |
| 1980   | 22.º Rally 2000 Virajes         | Marc Etchebers         | M. C. Etchebers           | Porsche Carrera RSR      | España |
| 1981   | 23º Rally 2000 Viratges         | Jaume Pons             | Francesc Grané            | Opel Ascona              |        |
| 1982   | 24.º Rally 2000 Viratges        | Jaume Pons             | Josep Autet               | Renault 5 Turbo          | España |
| 1983   | 25.º Rally 2000 Viratges        | Eduardo Balcázar       | Francesc Bofill           | Porsche 911 SC           |        |
| 1984   | 26.º Rally 2000 Viratges        | Josep Frigola          | Carles Bou                | Renault 5 Turbo          |        |
| 1985   | 27.º Rally 2000 Viratges        | Carlos Alonso Lamberti | Víctor Rodríguez          | Opel Manta 400           | Copa   |
| 1986   | 28.º Rally 2000 Viratges        | Jesús Puras            | José Casar                | Renault 5 Turbo          | Copa   |
| 1987   | 29.º Rally 2000 Viratges        | Rafael Martorell       | Grácia Bou                | Peugeot 205 GTI 1.9      | Copa   |
| 1988   | 30.º Rally 2000 Viratges        | José Luis Rivero       | Juan J. Cruz              | Mitsubishi Starion Turbo | Copa   |
| 1989   | 31.º Rally 2000 Viratges        | Daniel Alonso          | Salvador Belzunces        | Ford Sierra RS Cosworth  | Copa   |
| 1990   | 32.º Rally 2000 Viratges        | Jordi Ventura          | Joan Sureda               | Ford Sierra RS Cosworth  |        |
| 1991   | 33.º Rally 2000 Viratges        | Joan María Barrabeig   | Pere Saura                | BMW M3 E30               |        |
| 1994   | 34.º Rally 2000 Viratges        | Joaquín Casasayas      | Manuel Dalmases           | Honda Civic VTi          |        |
| 1995   | 35.º Rally 2000 Viratges        | Jordi Ventura          | Joan Sureda               | SEAT Ibiza GTi 16v       |        |
| 1996   | 36.º Rally 2000 Viratges        | Salvador Cañellas Jr.  | Xavi Lorza                | SEAT Ibiza GTi 16v       |        |
| 1997   | 37.º Rally 2000 Viratges        | Jordi Ventura          | Oriol Julià               | BMW M3                   |        |
| 1998   | 38.º Rally 2000 Viratges        | Jordi Ventura          | Oriol Julià               | SEAT Ibiza GTi 16v       |        |
| 1999   | 39.º Rally 2000 Viratges        | David Guixeras         | Jordi Mercader            | Citroën Saxo Kit Car     |        |
| 2000   | 40.º Rally 2000 Viratges        | David Guixeras         | Jordi Barrabes            | Citroën Saxo Kit Car     |        |
| 2001   | 41.º Rally 2000 Viratges        | Joaquim Camps          | Sergi Villalvilla         | Mitsubishi Lancer Evo V  |        |
| 2002   | 42.º Rally 2000 Viratges        | Jordi Griñó            | Guifré Pujol              | SEAT Ibiza Kit Car       |        |
| 2003   | 43.º Rally 2000 Viratges        | Josep María Membrado   | Jordi Vilamala            | Renault Clio S1600       |        |
| 2004   | 44.º Rally 2000 Viratges        | Josep María Membrado   | Jordi Vilamala            | Renault Clio S1600       |        |
| 2005   | 45.º Rally 2000 Viratges        | Jordi Zurita           | Daniel Cué                | SEAT Córdoba WRC Evo3    |        |
| 2006   | 46.º Rally 2000 Viratges        | Jaume Darné Escolà     | Carolina Valdivia         | Renault Clio F2000       |        |
| 2007   | 47.º Rally 2000 Viratges        | Josep María Membrado   | Jordi Vilamala            | Renault Mégane Maxi      |        |
| 2008   | 48.º Rally 2000 Viratges        | Josep María Membrado   | Jordi Vilamala            | Renault Mégane Maxi      |        |
| 2009   | 49.º Rally 2000 Viratges        | Josep María Membrado   | Jordi Vilamala            | Mitsubishi Lancer Evo X  |        |
| 2010   | 50.º Rally 2000 Viratges        | Josep María Membrado   | Ramón Ribolleda           | Mitsubishi Lancer Evo X  |        |
| 2011   | 51.º Rally 2000 Viratges        | Josep María Membrado   | Ramón Ribolleda           | Mitsubishi Lancer Evo X  |        |
| 2012   | 52.º Rally 2000 Viratges        | Climent Domingo        | Joan Venceslao            | Mitsubishi Lancer Evo X  |        |
| 2013   | 53.º Rally 2000 Viratges        | Albert Orriols         | Lluis Pujolar             | Porsche 911 GT3          |        |
| 2014   | 54.º Rally 2000 Viratges        | Josep María Membrado   | Jordi Vilamala            | Mitsubishi Lancer Evo X  |        |
| 2015   | 55.º Rally 2000 Viratges        | Josep María Membrado   | Jordi Vilamala            | Ford Fiesta R5           |        |
| 2016   | 56.º Rally 2000 Viratges        | Josep María Membrado   | Jordi Vilamala            | Ford Fiesta R5           |        |
| 2017   | 57.º Rally 2000 Viratges        | Albert Orriols         | Lluis Pujolar             | Škoda Fabia R5           |        |
| 2018   | 58.º Rally 2000 Viratges        | Ramón Cornet           | Dani Noguer               | Peugeot 308 N5           |        |
| 2019   | 59.º Rally 2000 Viratges        | Eduard Pons            | Dani Muntadas             | Škoda Fabia R5           |        |
| 2021   | 60.º Rally 2000 Viratges        | Albert Orriols         | Pere Requena              | Škoda Fabia R5           |        |
| 2022   | 61.º Rally 2000 Viratges        | Albert Orriols         | Pere Requena              | Škoda Fabia R5           |        |
| 2023   | 62.º rallye 2000 viratges       | Alejandro Mauro        | Diego Sanjuan             | skoda Fabia R2 EVO       |        |
| Fuente |                                 |                        |                           |                          |        |